# Rhabdoblatta regina
Rhabdoblatta regina är en kackerlacksart som först beskrevs av Henri Saussure 1869.  Rhabdoblatta regina ingår i släktet Rhabdoblatta och familjen jättekackerlackor. Inga underarter finns listade i Catalogue of Life.